# Šentjernej
Šentjernej (in passato in tedesco Sankt Bartlmä) è un comune di 6 791 abitanti della Slovenia sud-orientale.
Nel territorio comunale, a circa 6 km a sud dell'abitato, sorge la Certosa di Pleterje.

## Storia
In epoca asburgica l'attuale territorio comunale era suddiviso nei comuni catastali di Ostrog, Šent Jernej (ted. Sankt Bartlmä), Gradišče (ted. Gradische), Verhpolje (ted. Oberfeld), Gorenja Orehovica (ted. Obernußdorf), Polhovica (ted. Pohouza). Il villaggio di Zerjavin infine faceva parte del comune di Brusnice (ted. Wrußnitz).
Ostrog, Gradišče e Verhpolje successivamente vennero incorporate nel comune di Šent Jernej; mentre Gorenja Orehovica e Polhovica costituiranno il comune di Orehovica (ted. Nußdorf).
Dal 1941 al 1943, a seguito dell'invasione della Jugoslavia da parte delle truppe dell'Asse, venne incluso nella zona di occupazione italiana e annesso alla neonata Provincia di Lubiana.